# Keith Arkell
Keith Charles Arkell (Birmingham, 8 de gener de 1961), és un jugador d'escacs anglès, que té el títol de Gran Mestre des de 1995.
A la llista d'Elo de la FIDE del maig de 2016, hi tenia un Elo de 2370 punts, cosa que en feia el jugador número 40 (en actiu) d'Anglaterra. El seu màxim Elo va ser de 2545 punts, a la llista de juliol de 1996 (posició 183 al rànquing mundial).

## Resultats destacats en competició
El 2014, a Porto es proclamà Campió d'Europa sènior en la categoria de + de 50 anys. El mateix any empatà al primer lloc amb Anatoli Vaisser al campionat del món sènior també en la categoria de més de 50 anys, tot i que fou segon per desempat.